# Herbert Lom
Herbert Lom, el nom del qual eral era Herbert Karel Angelo Kuchačevič ze Schluderpacheru (Praga, Imperi Austrohongarès, 11 de setembre de 1917 − Londres, Anglaterra, Regne Unit, 27 de setembre de 2012), va ser un actor britànic de teatre, cinema i televisió d'origen txec.
Va ser conegut per haver participat en pel·lícules com El quintet de la mort (1955), Guerra i pau (1956), El fantasma de l'òpera, i en set de les pel·lícules de la sèrie La pantera rosa com l'inspector Dreyfus. Va destacar també en papers secundaris.

## Biografia
Provinent d'una família aristocràtica de Praga, va desenvolupar una carrera teatral abans de debutar el 1937, als 20 anys, en la pel·lícula txeca Zena pod krízem, amb el nom de Herbert Lom. A l'any següent, durant la Crisi dels Sudets, va emigrar a Londres, on va començar a col·laborar en les emissions en idioma txec de la BBC, durant tot el període de la Segona Guerra Mundial. Va continuar la seva carrera professional per un temps en l'ambient teatral de Londres, per després actuar en la pel·lícula El vencedor de Napoleó (1942) de Carol Reed, interpretant el paper de Napoleó, paper que repetiria 14 anys més tard en el film Guerra i pau (1956), de King Vidor.
Durant la dècada de 1940, va participar en 12 pel·lícules més, principalment de gènere policíac, bèl·lic i dramàtic, entre les quals destaquen El setè vel (1945), de Compton Bennett, guanyadora del premi Oscar 1946, al millor guió original; i Dual Alibí (1946), una pel·lícula de gènere policíac, en què interpreta un exòtic doble paper com a bessons trapezistes.
Com sol passar, la seva aparença i les seves maneres el van anar encasellant en papers de "estranger sospitós".
Sobre aquest tema, en una entrevista del 1991, Herbert Lom va comentar amb ironia i resignació: "Als ulls dels britànics, tots els estrangers són sinistres".
En la dècada de 1950, va protagonitzar 31 pel·lícules i 2 sèries de televisió. En destaquen Night and the City (1950), State Secret (1950), El quintet de la mort (1955) i Guerra i pau (1956).
En la dècada de 1960 va participar en 21 pel·lícules, entre les quals va fer el paper principal en The Frightened City (1961), L'illa misteriosa (1961) i El fantasma de l'òpera (1962). Va destacar en papers secundaris en les superproduccions Espàrtac (1960), El Cid (1961) en el paper de Ben Yusuf, i en A Shot in the Dark (1964), en el paper d'inspector Charles Dreyfus, en què revelaria el seu talent histriònic, que repetiria en 7 pel·lícules més de la sèrie La pantera rosa.
Herbert Lom es va morir el 27 de setembre de 2012 a Londres mentre dormia, als 95 anys.

## Filmografia
Filmografia:
- The Young Mr Pitt (1942): Napoleó
- Secret Mission (1942): oficial metge
- The Dark Tower (1943): Stephen Torg
- Hotel Reserve (1944): André Roux
- The Seventh Veil (1945): Dr. Larsen
- Night Boat to Dublin (1946): Keitel
- Appointment with Crime (1946): Gregory Lang
- Dual Alibi (1947): Jules de Lisle / Georges de Lisle
- Portrait from Life (1948): Fritz Kottler Hendlmann
- The Brass Monkey (1948): Peter Hobart
- Snowbound (1948): Keramikos
- Good-Time Girl (1948): Max Vine
- Golden Salamander (1950): Rankl
- Night and the City (1950): Kristo
- State Secret (1950): Karl Theodor
- The Black Rose (1950): Anthemus
- Cage of Gold (1950): Rahman
- Two on the Tiles (1951): Ford
- Hell is Sold Out (1951): Dominic Danges
- Whispering Smith Hits London (1952): Roger Ford
- Mr. Denning Drives North (1952): Mados
- The Ringer (1952): Maurice Meister
- The Man Who Watched Trains Go By (1952): Julius de Koster, Jr.
- Rough Shoot (1953): Sandorski
- The Net (1953): Alex Leon
- The Love Lottery (1954): André Amico
- Twist of Fate (1954): Emile Landosh
- Star of India (1954): vescomte de Narbona
- El quintet de la mort (The Ladykillers) (1955): Louis
- Guerra i pau (War and Peace) (1956): Napoleó
- Foc amagat (Fire Down Below) (1957): Harbour master
- Ruta infernal (Hell Drivers) (1957): Gino Rossi
- Action of the Tiger (1957): Trifon
- Chase a Crooked Shadow (1958): comissari Vargas
- I Accuse! (1958): Armand du Paty de Clam
- The Roots of Heaven (1958): Orsini
- Passport to Shame (1958): Nick Biaggi
- Intent to Kill (1958): Juan Menda
- The Big Fisherman (1959): Herod Antipas
- Third Man on the Mountain (1959): Emil Saxo
- No Trees in the Street (1959): Wilkie
- L'Índia en flames (North West Frontier) (1959): Peter van Leyden
- Espàrtac(1960): Tigranes Levantus
- I Aim at the Repartiment (1960): Anton Reger
- Mr. Topaze (1961): Castel Benac
- The Frightened City (1961): Waldo Zhernikov
- El Cid (1961): Ben Yusuf
- L'illa misteriosa (Mysterious Island) (1961): capità Nemo
- Treasure of the Silver Lake (1962): coronel Brinkley
- Tiara Tahiti (1962): Chong Sing
- The Phantom of the Opera (1962): Erik
- L'Affaire du cheval sans tête (1963, telefilm): Schiapa
- The Human Jungle (1963-1964,sèrie, 26 episodis): Dr. Roger Corder
- A Shot in the Dark  (1964): inspector Charles LaRousse Dreyfus
- Uncle Tom's Cabin (1965): Simon Legree
- Return from the Ashes (1965): Dr. Charles Bovard
- Our Man in Marrakesh (1966): Mr. Casimir
- Gambit (1966): Ahmad Shahbandar
- The Karate Killers (1967): Randolph
- Die Nibelungen: Kriemhild's Revenge (1967): rei Etzel (Attila)
- Villa Rides (1968): general Huerta
- Eve (1968): Diego
- Assignment to Kill (1968): Matt Wilson
- 99 Women (1969): governador Santos
- Doppelgänger (1969): Dr. Kurt Hassler
- Mark of the Devil (1970): lord Cumberland
- Dorian Gray (1970): Henry Wotton
- Count Dracula (1970): Van Helsing
- Murders in the Rue Morgue (1971): René Marot
- Refugi macabre (Asylum) (1972): Dr. Byron
- Dark Places (1972): Prescott
- And Now the Screaming Starts! (1973): sir Henry Fengriffin
- And Then There Were None (1974): Dr. Edward Armstrong
- La pantera rosa torna (The Return of the Pink Panther) (1975): inspector Charles LaRousse Dreyfus
- La pantera rosa torna a atacar (The Pink Panther Strikes Again) (1976): inspector Charles LaRousse Dreyfus
- Charleston (1977): inspector Watkins
- Revenge of the Pink Panther (1978): inspector Charles LaRousse Dreyfus
- The Lady Vanishes (1979): Dr. Hartz
- The Man with Bogart's Face (1980): Mr. Zebra
- Hopscotch (1980): Yaskov
- Peter and Paul (1981): Barnabas
- Darrere la pista de la Pantera Rosa (Trail of the Pink Panther) (1982): inspector Charles LaRousse Dreyfus
- La maledicció de la pantera rosa (Curse of the Pink Panther) (1983): inspector Charles LaRousse Dreyfus
- La zona morta (The Dead Zone) (1983): Dr. Sam Weizak
- Lace (1984, TV minisèrie Tv): Monsieur Chardin
- Memed, My Hawk (1984): Ali Safa Bey
- Les mines del rei Salomó (King Solomon's Mines) (1985): coronel Bockner
- Whoops Apocalypse (1986): general Mosquera
- Master of Dragonard Hill (1987): Le Farge
- Going Bananas (1987): capità Mackintosh
- Skeleton Coast  (1988): Elia
- Scoop (1989): Mr. Baldwin
- Ten Little Indians (1989): general Romensky
- La Rivière de la mort (1989): coronel Ricardo Diaz
- The Devil's Daughter (1991): Moebius Kelly
- The Pope Must Die (1991): Vittorio Corelli
- Masque of the Red Death (1991): Ludwig
- El fill de la Pantera Rosa (Son of the Pink Panther) (1993): inspector Charles LaRousse Dreyfus
- Agatha Christie's Marple, sèrie (2004 i 2009): Ausgustin Dufosse